# Помзель, Брунгильда
Брунгильда Помзель (нем. Brunhilde Pomsel; 11 января 1911, Берлин, Германская империя — 27 января 2017, Мюнхен, Германия) — немецкий долгожитель, секретарь министра пропаганды нацистской Германии Йозефа Геббельса в 1942—1945 годах.

## Биография
В 1926 году окончила среднюю школу и начала работать ученицей в одной из берлинских оптовых торговых компаний. В 1929 году с началом Великой депрессии потеряла работу и устроилась стенографисткой к страховому агенту Гуго Гольдбергу (Hugo Goldberg). 
В 1933 году вступила в НСДАП и стала совмещать работу у Гольдберга с частичной занятостью у писателя, радиоведущего и драматурга Вульфа Блая, известного нацистскими убеждениями. Тогда же устроилась в радиовещательную корпорацию. В 1942 году стала секретарём Йозефа Геббельса. С мая 1945 по 1950 год находилась в советских лагерях для интернированных, созданных в бывших концлагерях Бухенвальд, Заксенхаузен и других. 
С 1950 по 1971 год являлась сотрудницей ARD.
В 2016 году снялась в фильме-интервью «Жизнь одной немки» (Ein deutsches Leben).
Впервые в жизни заговорив о своей работе в пропагандистском ведомстве гитлеровской Германии, Помзель в этом фильме заявила об отсутствии у неё какого-либо чувства вины и утверждала, что в тот период ничего не знала о преступлениях режима. Свой тогдашний род занятий она охарактеризовала как «просто ещё одну работу» и описала основное её содержание как приуменьшение потерь немецких войск и преувеличение количества изнасилований немецких женщин советскими военнослужащими.
В 2019 году актриса Мэгги Смит сыграла Брунгильду Помзель в своей первой за 12 лет театральной работе — моноспектакле, по написанной Кристофером Хэмптоном инсценировке фильма «Жизнь одной немки», которую в лондонском «Театре у моста» поставил Джонатан Кент.